# Opistodomos

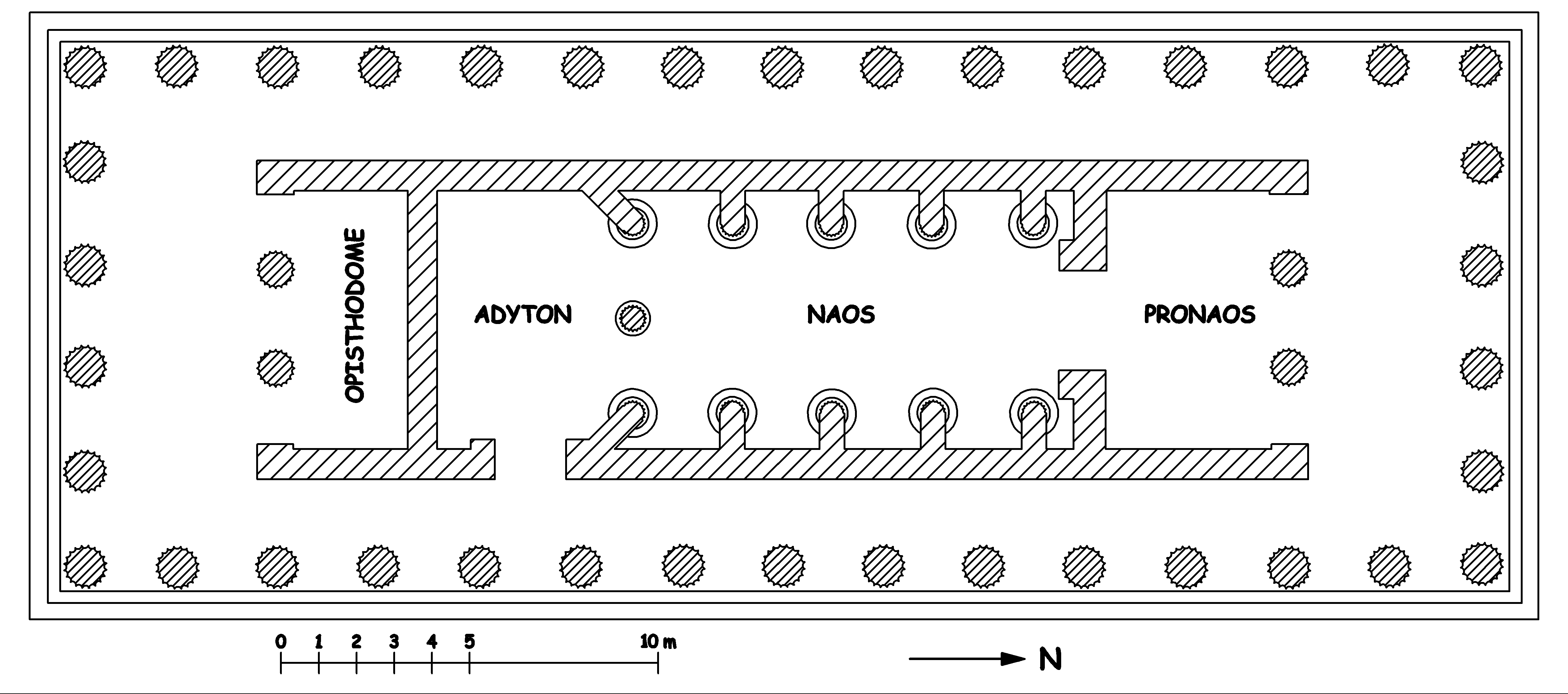
Ejemplo de templo con opistodomos

El opistodomos u opistódomo era en los templos de la antigüedad griega, un espacio distinto situado en la parte posterior de los templos griegos, es un elemento especial que junto con el pronaos (o pórtico) y el naos (o santuario) conformaba en algunas ocasiones un templo de importancia. Sin embargo, el opistodomo no era utilizado en tantos templos como los dos anteriores, donde se guardaba el tesoro del dios. 

Su nombre, Οπισθόδομος, de őπισθεν (opistho = detrás) y δόμος (domos = casa), indica que el opistodomos estaba situado en la porción posterior del templo, mientras que el naos estaba en medio y el pronaos se abría sobre la fachada frontal.
En los templos próstilos o tetrástilos, que presentaban delante un pórtico de cuatro columnas, pero que no tienen otras columnas, ni en los lados, ni detrás, no había opistodomos; el naos se extendía hasta el muro de fondo, y era en este muro donde se apoyaba la estatua de la divinidad.
En los templos anfipróstilos, el pórtico de cuatro columnas que decoraba la fachada delantera se encontraba exactamente en la fachada posterior. Estos templos constaban de un opistodomo, que podía ser de dos clases: o como un pórtico simple, o como una gran sala cuya entrada estaba siempre en la parte trasera del edificio, y donde estaban encerrados los tesoros del templo. 
Se sabe que estos tesoros eran algunas veces extremadamente ricos, no solo en adornos y en objetos propios de culto, sino también en otros objetos preciosos. También guardaba ofrendas al dios correspondiente.
Existía también un opistodomos en el templo períptero, es decir, enteramente rodeado de columnas, y en el pseudoperíptero; en el templo díptero, es decir, con dos filas de columnas; y a su vez en el templo decástilo. 
El Partenón, que era un templo períptero, tenía un opistodomos en el cual se conservaba el tesoro público de Atenas.
El opistodomos, característico al principio del orden dórico, se empezó a construir por primera vez en el templo jónico de Atenea en Priene, por el arquitecto Piteo sobre el 340-330 a. C. A partir de ese momento, ya prácticamente ningún otro templo jónico carecerá de él.
En Roma, el opistodomos tenía el nombre de posticum. Esta palabra no se aplicaba exclusivamente a los templos; se empleaba a menudo para designar una cámara posterior en las casas de los simples particulares.
En el idioma griego también, la palabra opistodomos se empleaba a veces, aunque muy raramente, al hablar de simples casas.